# Santiago de Anaya
Santiago de Anaya är en ort i Mexiko.   Den ligger i kommunen Santiago de Anaya och delstaten Hidalgo, i den sydöstra delen av landet, 110 km norr om huvudstaden Mexico City. Santiago de Anaya ligger 2 042 meter över havet och antalet invånare är 14 066.
Terrängen runt Santiago de Anaya är kuperad åt nordost, men åt sydväst är den platt. Runt Santiago de Anaya är det ganska tätbefolkat, med 129 invånare per kvadratkilometer. Närmaste större samhälle är San Salvador, 12,1 km söder om Santiago de Anaya. Trakten runt Santiago de Anaya består i huvudsak av gräsmarker.